# やぁ 無情
「やぁ 無情」（やぁ むじょう）は、2008年9月17日にSPEEDSTAR RECORDSから発売された斉藤和義34作目のシングル。

## 解説
本作はベストアルバム「歌うたい15 SINGLES BEST 1993〜2007」リリース後のシングルで、アリナミンCMソングとしてオンエア頻度が高かったことも相まってデビュー15年で初めてオリコンシングルチャートトップ10入りを果たした。同年末TBSテレビ系「第50回日本レコード大賞」にノミネートされ優秀作品賞を受賞した。

## 収録曲
全曲　作詞・作曲・編曲：斉藤和義（特記以外）
1. やぁ 無情
  - 作詞：斉藤和義・中島信也
  - アリナミンCMソング。

CMで流れている歌は、CD盤と若干歌詞が異なる。
2. FOOLS
3. やわらかな日（スタジオアコースティックバージョン）

## 収録アルバム
- やぁ 無情

「月が昇れば」
「斉藤“弾き語り”和義 ライブツアー2009≫2010 十二月 in 大阪城ホール 〜月が昇れば 弾き語る〜」
「歌うたい25 SINGLES BEST 2008〜2017」
- FOOLS - 「歌うたい25 SINGLES BEST 2008〜2017」
- やわらかな日（スタジオアコースティックバージョン） - 「歌うたい25 SINGLES BEST 2008〜2017」